# 硝酸铥
硝酸铥是一种无机化合物，化学式为Tm(NO3)3。

## 制备
硝酸铥可以将氧化铥、氢氧化铥或碳酸铥溶于硝酸得到：
Tm2O3 + 6 HNO3 → 2 Tm(NO3)3 + 3 H2O
Tm(OH)3 + 3 HNO3 → Tm(NO3)3 + 3 H2O
所得溶液经过小心蒸发可以得到水合硝酸铥，其中六水合物最常见。

## 化学性质
水合硝酸铥受热分解，产生TmONO3，继续加热得到氧化铥。